# پاستیس

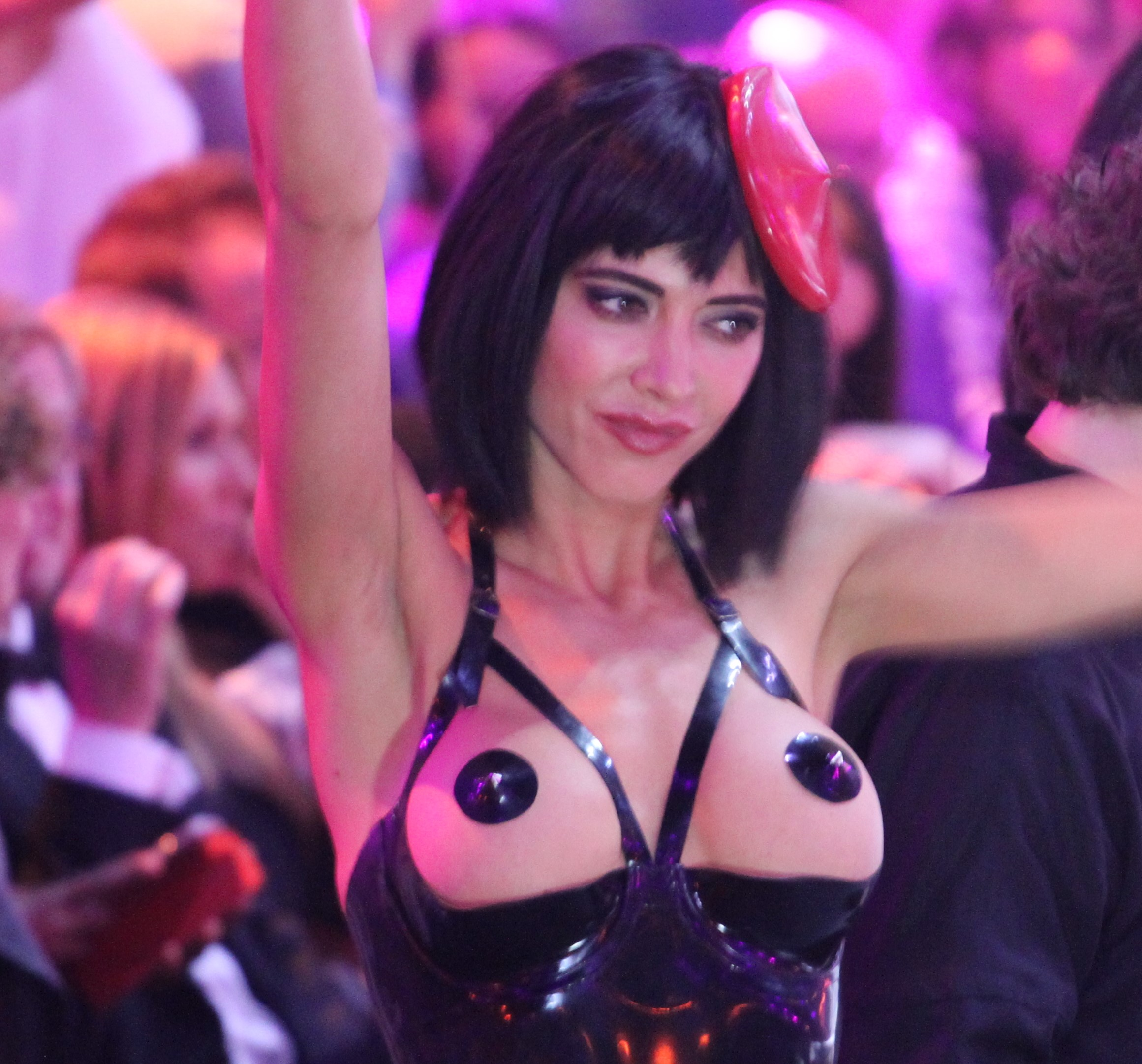
میلو مویر، هنرمند سويیسی که از پوشش پاستیس استفاده کرده است. ۲۰۱۶

پاستیس یا پاستی (به انگلیسی: Pasties)، پوششی است برای پوشاندن نوک و هاله پستان که معمولاً با چسب متصل می‌شود.اگرچه این پوشش معمولاً  توسط رقاص‌های برهنهها و در تئاترهای مضحکه و دیگر سرگرمی‌های جنسی استفاده می‌شود اما 
در عین حال گاهی از پاستیس به‌عنوان یک لباس زیر، لباس ساحل یا به عنوان شکلی از اعتراض در طی رویدادهای حقوق زنان مانند روز تاپلس که ممکن است شامل پیگرد قانونی قرار گیرد نیز استفاده می‌شود.